# ジョン・L・ホランド
ジョン・L・ホランド（John L. Holland）は、アメリカ合衆国の心理学者。ジョンズ・ホプキンス大学で長く教授を務める。オマハ大学で修士号を、ミネソタ大学で博士号を取得している。
しばしばホランド理論（Holland Codes）という呼称で知られているRIASECキャリア・ディベロップメントモデルの提唱者である。